# مايك لوري
مايك لوري (بالإنجليزية: Mike Lowry)‏ هو سياسي أمريكي، ولد في 8 مارس 1939 في سانت جون في الولايات المتحدة، وتوفي في 1 مايو 2017 في أولمبيا في الولايات المتحدة بسبب سكتة. نشط حزبياً في الحزب الديمقراطي. وقد انتخب حاكم واشنطن ‏ (13 يناير 1993 – 15 يناير 1997) وانتخب عضو مجلس النواب الأمريكي (3 يناير 1979 – 3 يناير 1989).

## وصلات خارجية
- مايك لوري على موقع إن إن دي بي (الإنجليزية)